# Lohuer
De Lohuer was een Oostenrijkse scooter, waarschijnlijk uit de jaren vijftig, waarvan alleen bekend is dat deze ontworpen was door ingenieur Kaulsa, die ook voor Kosty werkte.